# Дома (Бургоња)
Дома (фр. Domats) насеље је и општина у источном делу централне Француске у региону Бургоња, у департману Јон која припада префектури Санс.
По подацима из 2011. године у општини је живело 872 становника, а густина насељености је износила 36,11 становника/km². Општина се простире на површини од 24,15 km². Налази се на средњој надморској висини од 166 метара (максималној 183 m, а минималној 139 m).

## Демографија
| 1962. | 1968. | 1975. | 1982. | 1990. | 1999. | 2011. |
| ----- | ----- | ----- | ----- | ----- | ----- | ----- |
| 604   | 610   | 513   | 540   | 541   | 596   | 872   |

График промене броја становника у току последњих година